# Scansano
Scansano ist eine italienische Gemeinde mit 4309 Einwohnern (Stand 31. Dezember 2023) in der Provinz Grosseto der Region Toskana.

## Geografie

Lage der Gemeinde Scansano in der Provinz Grosseto

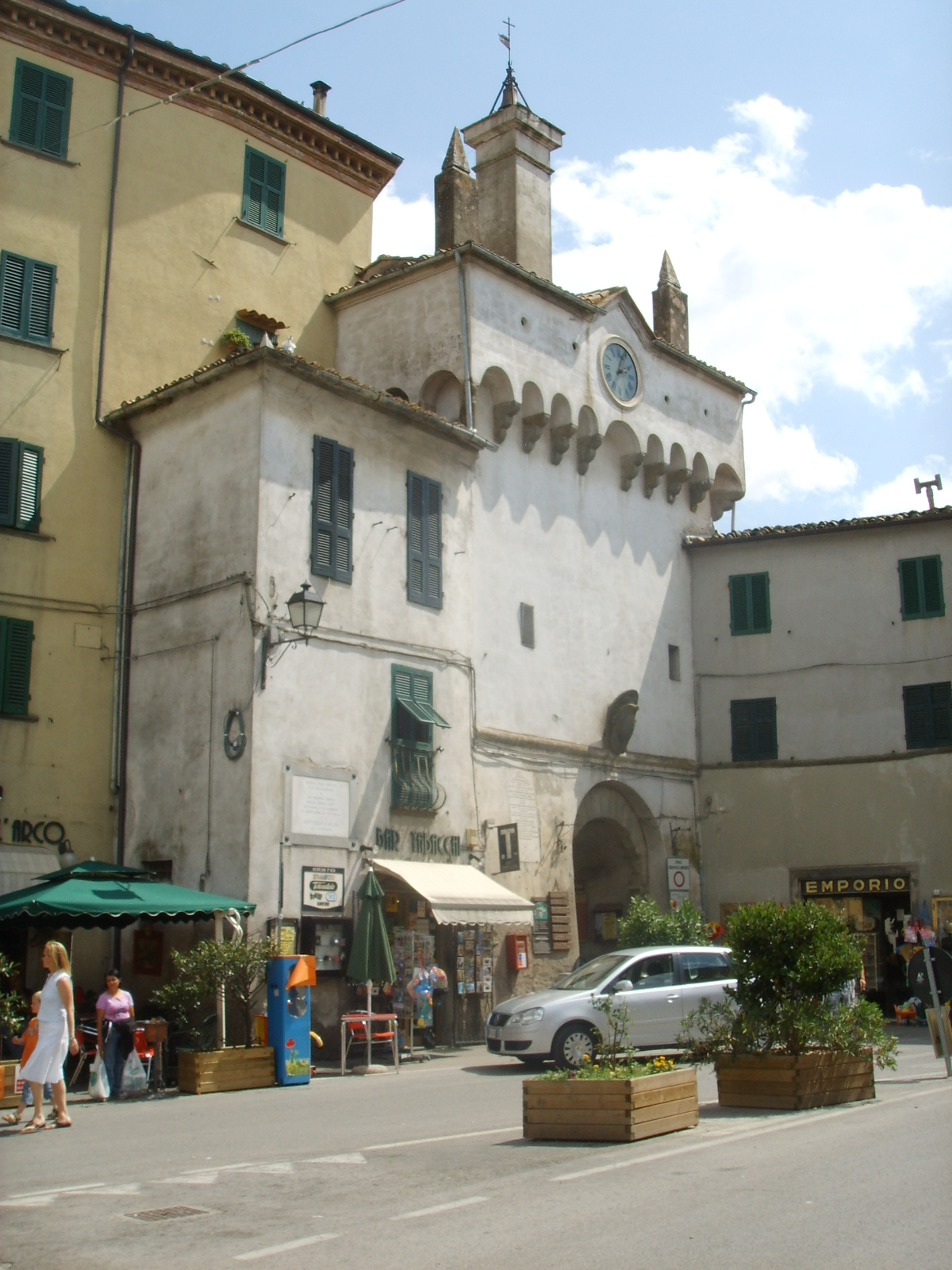
Porta Grossetana

Die Gemeinde erstreckt sich über rund 274 km². Sie liegt etwa 25 km östlich von Grosseto und 140 km südlich von Florenz im Weinbaugebiet des Morellino di Scansano und in der klimatischen Einordnung italienischer Gemeinden in der Zone E, 2216 GG. Im Gemeindegebiet fließen die Flüsse Albegna (südlich, 6 km im Gemeindegebiet), Ombrone (4 km) und Trasubbie (4 km) (beide im nördlichen Gemeindegebiet).
Zu den Ortsteilen zählen Baccinello, Montorgiali, Murci, Pancole, Poggioferro, Polveraia, Pomonte und Preselle. Im Hauptort leben ca. 1400 Einwohner, die bevölkerungsstärksten Ortsteile sind Baccinello und Pancole mit jeweils ca. 300 Einwohnern. Der höchstgelegene Ortsteil ist Murci mit 595 m.
Die Nachbargemeinden sind Campagnatico, Grosseto, Magliano in Toscana, Manciano und Roccalbegna.

## Geschichte
Dokumentiert sind die Ortsteile Murci (918) und Montorgiali (1188 von Papst Clemens III., damaliger Hauptort der Grafschaft) bereits vor dem heutigen Hauptort Scansano, der erst 1272 schriftlich erwähnt wird. Scansano entstand als Burg (Castello, heute nicht mehr vorhanden) auf einer Anhöhe zwischen dem Ombrone-Tal und dem Albegna-Tal im Mittelalter. Bis zum Ende des 13. Jahrhunderts war der Ort unter der Kontrolle der Aldobrandeschi aus Santa Fiora. Ab 1418 unterstand der Ort dem Grafen von Santa Fiora, Bosio Sforza, der den Ort 1615 an Cosimo II. de’ Medici verkaufte und von ihm im Großherzogtum Toskana eingegliedert wurde. 1783 gelangten die Ortsteile (außer Murci und Pereta) aufgrund einer Gebietsreform der Maremma zu Scansano. Unter Großherzog Leopold I. diente der Ort im Sommer als Sitz der Provinzregierung, da Grosseto aufgrund der geografischen Lage Probleme mit der Malaria hatte. Wirtschaftlicher Aufschwung gelang dem Ort ab 1816, als die Produktion von Schwefel begonnen wurde. 1861 hatte der Ort ca. 4350 Einwohner, was sich bis 1951 fast verdoppelte, sich dann allerdings bis in die heutigen Tage wieder auf das Niveau von 1861 senkte.

## Weinbau
In und um Scansano wird der bekannte Rotwein Morellino di Scansano hergestellt. Das Anbaugebiet umfasst die Gemeinden Campagnatico, Grosseto, Magliano in Toscana, Manciano, Roccalbegna und Semproniano (alle in der Provinz Grosseto) und liegt im Wesentlichen zwischen den Flussläufen von Ombrone und Albegna. Im Jahr 2014 wurden annähernd 80.000 Hektoliter dieses bekannten DOCG-Weins hergestellt.

## Sehenswürdigkeiten

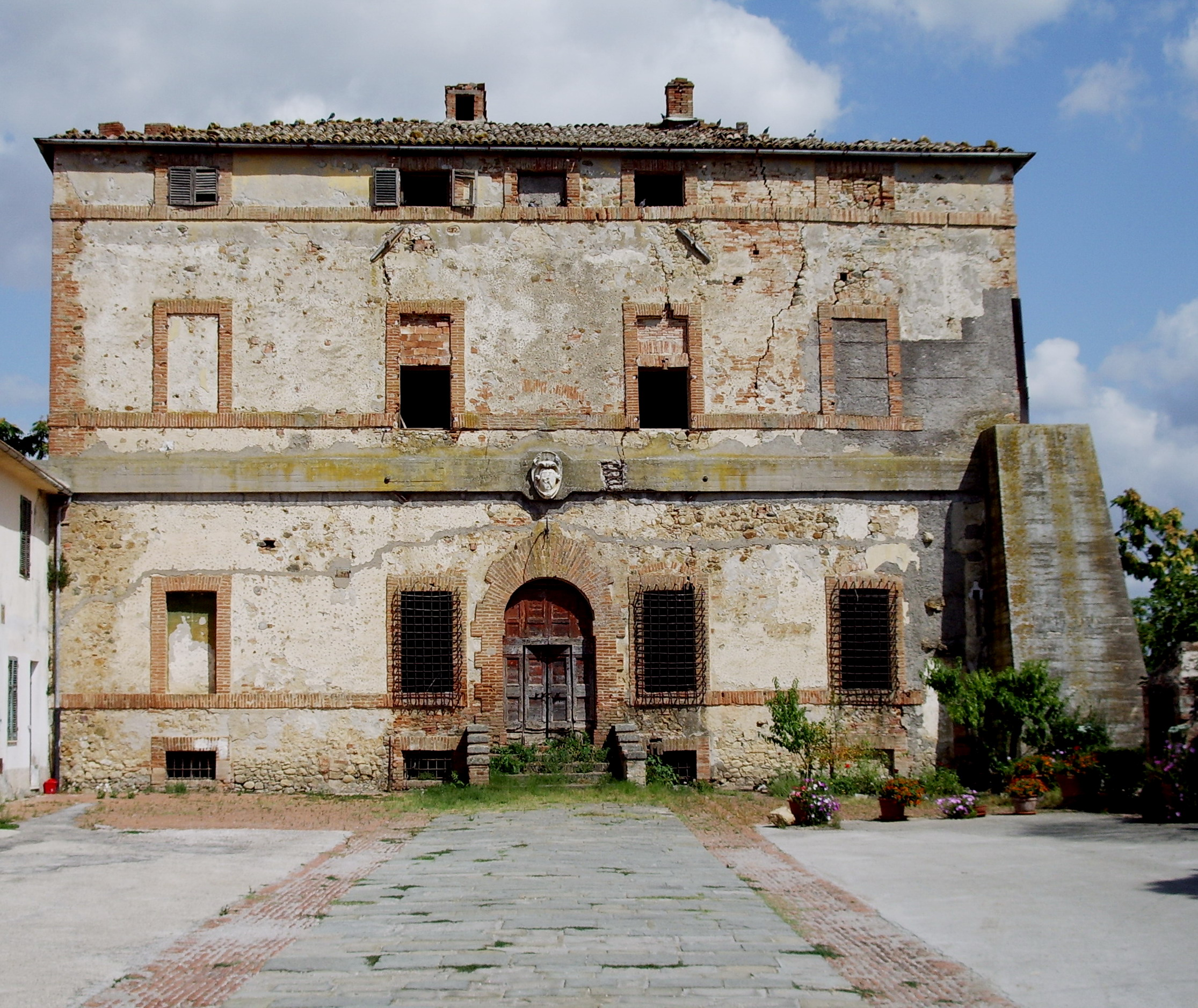
Villa Sforzesca, auch Fattoria di Pomonte genannt, Ortsteil Pomonte

- Castello di Cotone, mittelalterliche Burg ca. 6 km nördlich des Hauptortes
- Castello di Montepò, mittelalterliche Burg ca. 4 km nördlich des Hauptortes
- Chiesa di San Giovanni Battista, Pieve und Kollegiatstift im Ortskern aus dem Jahr 1628, die aus den Resten einer bereits 1276 erwähnte Kirche entstand und 1754 restauriert und neu konsekriert wurde. Enthielt das 1971 entwendete Werk Madonna dell’Uccellino von Andrea della Robbia, heute befindet sich dort eine Kopie des Kunstwerkes. Zudem besitzt die Kirche das Werk Martirio di San Sebastiano des Seneser Künstlers Stefano Volpi.
- Chiesa della Madonna delle Grazie, auch als Chiesa della Botte bekannt, Kirche kurz außerhalb der Stadtmauern, die am Anfang des 17. Jahrhunderts entstand. Der Name bezieht sich auf das im Gebäude vorhandene Gemälde der SS. Vergine, das im Volksmund auch als degli Affrichelli oder della Botte genannt wird.
- Convento del Petreto, Kloster nördlich des Hauptortes, das auf Bernhardin von Siena zurückgeht. Wurde 1702 Kloster der Franziskaner. Nach verschiedenen Besitzerwechseln ist das Gebäude seit dem Anfang des 20. Jahrhunderts wieder in der Hand der Franziskaner.
- Teatro Castagnoli, 1852 bis 1892 errichtetes Theater im Ortskern.
- Villa Sforzesca, auch Fattoria di Pomonte genannt, Villa der Sforza aus dem Jahr 1577 im Ortsteil Pomonte.